# Luperón
Luperón é um município da República Dominicana pertencente à província de Puerto Plata.
Está situado no norte do país e é um pequeno centro turístico com um hotel e uma baía costeira.
O município foi anteriormente conhecido como Blanco (Branco) ou Pueblo Blanco (Pablo Branco), possivelmente após muitos espanhóis que vieram para o comércio de madeira.
Sua população estimada em 2012 era de  habitantes.